# المنجي بالي
المنجي بالي (1925-1948)، أحد أهم رواد الحركة الكشفية في تونس.

## عمر الزهور
ولد يوم 7 ماي/أيار 1925 بحي العمران بالعاصمة التونسية. وتوفي في 3 أفريل/نيسان 1948. وهو لم يتم بعد 23 سنة من عمره. ورغم ذلك فقد ترك أثرا كبيرا على أصدقائه الكشافين وعلى الحركة الكشفية التونسية حتى أنها أقامت له تمثالا نصفيا في الساحة التي تحمل اسمه بوسط العاصمة التونسية.

## تعليمه
تلقى تعليمه الابتدائي والثـانوي بأشهر مدرسة بالعاصمة خلال الفترة الاستعمارية ألا وهي المدرسة الصادقية، وأحرز في سنة 1946 على الدبلوم الصادقي وعلى الجزء الأول من الباكلوريا، وهو ما فتح أمامه إمكانية مواصلة دراسته للحصول على الجزء الثاني من الباكالوريا والدراسة بفرنسا مثلما فعل غيره من الأجيال السابقة أو المعاصرة له، ممن تولوا قيادة الحركة الوطنية التونسية ثم مقاليد الدولة بعد الاستقلال. غير أن وفاة والده في السنة التي أحرز فيها على الجزء الأول من الباكالوريا، أجبرته على اللحاق بمدرسة ترشيح المعلمين بتونس. ولكن المنية عاجلته بحيث لم يتم سنته بها، ولم يلتحق بالتالي بسلك المعلمين.

## حياته الكشفية
بدأ المنجي بالي حياته الكشفية بانخراطه في جمعية الكشاف التونسي المسلم في جوان/ حزيران 1941 وكانت آنذاك تحت ظل الكشافة اللائكية الفرنسية المسماة اختصارا (EDF) قبل أن تتحد سنة 1942 مع جمعية الكشاف المسلم التونسي. وشارك في فريق عمر بن الخطاب الذي كان يقوده عز الدين عزوز ثم كون فرقة خير الدين باشا بالعمران وقادها إلى سنة 1944 حيث شارك بها في مخيم عين دراهم.
انتخب سنة 1945 معـينا للاكتشاف بإقليم تونس ثم ترأس الإقليم ولفت نظر مجلس إدارة الجمعية فسمي قائدا عاما في جانفي/كانون الثاني 1946، وكثف جهوده من أجل نشر الحركة الكشـفية وتوحيد جمعياتها حتى ظهرت جمعية الكشـافة الإسلامية التونـسية (جويلية/تموز 1947)، وشارك بها في الجمبوري الكشـفي العالمي الذي احتضـنته فرنسا في شهر أوت/آب 1947. وقد كان مؤسس الكشافة التونسية بجهة قبلي.
على صعـيد آخر كان المنجي بالي وراء حركة «المقاومة التونسية» السرية التي أصدرت عدة مناشير، تحمل عنوان «الكفاح».

## قولة
كتب المنجي بالي في نشرية «إلى العمل» الكشفية الصادرة بتاريخ صفر 1366-ديسمبر 1946:
"ليكن ساعدك قويا وثغرك باسما وإيمانك راسخا وطاعتك قدوة.
وليكن رائدنا الإسلام وآلتنا الكشافة وغايتنا الإنسانية".